# Castañedo del Monte
Castañedo del Monte (Castañeo'l Monte en asturiano y oficialmente) es una parroquia del concejo asturiano de Santo Adriano, en España.

## Geografía
Ocupa 4,28 km² en el extremo noroccidental del concejo, limitando con Oviedo, Grado y Proaza. El mayor núcleo de población se encuentra en Castañedo, con algunos caseríos en El Cabezu y Los Niseiros. En total habitan en la parroquia 33 personas, 31 de ellas en Castañedo. La altura media del pueblo se sitúa entre los 530 y los 580 m, lo que propicia que en el invierno las nevadas no sean algo extraño. Está formado por unos caseríos diseminados en la ladera sur de la sierra de Buanga. Se encuentra a unos 10 km de la capital del concejo. El acceso es a través de una carretera que sale de la AS-228 a la altura de San Andrés. Es una Carretera muy bonita con vistas a todo el Valle de Trubia.

## Historia
Es probable que por esta zona discurriese uno de los ramales del antiguo camín real de La Mesa, descendiendo desde Linares por Castañedo hacia Villanueva, para enlazar con el viejo itinerario del puerto de Ventana. 
Un ilustre visitante del concejo, Jovellanos, anotaba en su diario después de su paso que hay «un pedazo de buen camino hasta el lugar de Castañedo; su término se va metiendo en cultivo en lo alto; parece excelente suelo...»
A finales del siglo XVIII se extraía en la parroquia el mineral de hierro con el que se surtía la Fábrica Nacional de Trubia.

## Arte

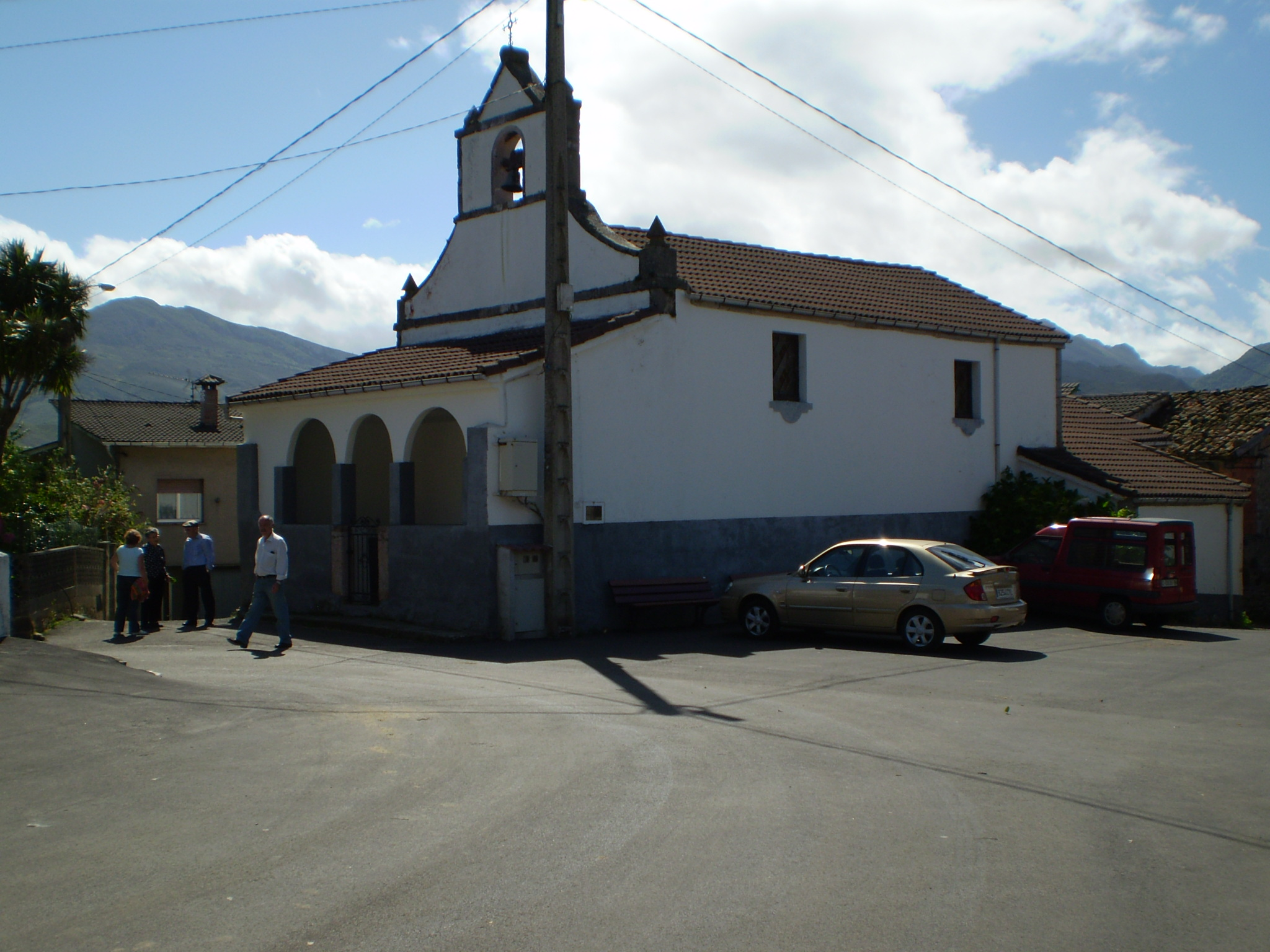
Vista lateral de la iglesia.

Entre sus construcciones destaca la Iglesia Parroquial del Arcángel San Gabriel, una obra de carácter popular, con planta rectangular, nave única, sacristía adosada al sur, espadaña sencilla y porche de arquería de medio punto precediendo el imafronte. En honor de su titular se celebra un oficio religioso el 29 de septiembre. 

## Lugares y Caserías
- Castañedo del Monte (Castanéu'l Monte)
- El Cabezu y el Collao
- El Campon
- Los Niseiros
- Los Niseiros-Tendejón.
- El Tendejón.

## Barrios
- Centro
- Las Vistas
- Trasdelaiglesia
- Casa Maite
- El Sol
- La Sierra
- Barrio de Guanga
- Casa Vieja
- La Teyera
- La Cuadra
- La Amayada
- El Pipirín

## Fiestas
La fiesta de mayor relevancia es la de San Xuan, que se celebra en honor de San Juan el 24 de junio, con una romería. 

### Otras fiestas
- San Romano, 9 de agosto.
- Arcángel San Gabriel, 29 de septiembre.
- San Antonio, 13 de junio.